# Сент-Винсент и Гренадины на летних Олимпийских играх 1988
Сент-Винсент и Гренадины принимали участие в Летних Олимпийских играх 1988 года в Сеуле (Корея) в первый раз за свою историю, но не завоевали ни одной медали. Сборную страны представляла 1 женщина.